# یواس‌اس کاریب (آی‌دی-۱۷۶۵)
یواس‌اس کاریب (آی‌دی-۱۷۶۵) (به انگلیسی: USS Carib (ID-1765)) یک کشتی بود که طول آن ۲۵۱ فوت (۷۷ متر) بود. این کشتی در سال ۱۹۱۶ ساخته شد.